# 潘代諾

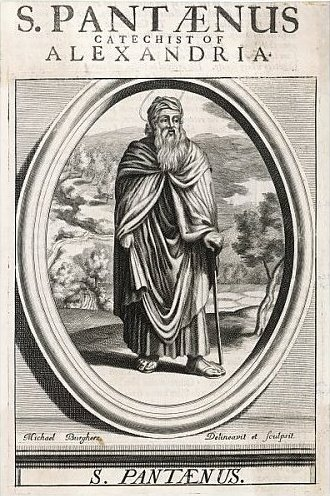
潘代諾

聖潘代諾（拉丁語：Pantenus），又譯為潘代努、龐代奴斯，敍利亞人，基督教早期教父與神學家，被認為是亞歷山太學派的創始者。
他是一名斯多噶學派哲學家，在埃及的亞歷山卓城教授哲學，創立了亞歷山大教導學院。他的學生中最著名的是亞歷山大的革利免。潘代諾本人的著作並沒有被留傳下來，但是在許多早期教父的作品中，經常引述他的事蹟。
根據優西比烏的著作，潘代諾曾至印度傳教，與印度當地的基督教社區接觸。他說，在當地有以希伯來文寫成的馬太福音，由使徒巴多羅買傳至印度（後世相信此書應是希伯來福音書）。